# 田辺カントリー倶楽部
田辺カントリー倶楽部（たなべカントリーくらぶ）は、 京都府京田辺市にあるゴルフ場である。

## 概要
1958年（昭和33年）、第一次ゴルフブームが始まっていた、大阪製鋼株式会社の社主・高石義雄は「宝塚ゴルフ倶楽部」（1926年（昭和元年）開場、設計・広岡久右衛門、福井覚冶）で、同伴の寺本清次郎（後・田辺カントリー倶楽部キャプテン）とプレー中だった。高石は寺本に「われわれ仲間だけでいつでもプレーできるゴルフ場を造りたいね」「18ホールを造るくらいは、私ひとりの力でなんとかなる」と呟いた。
高石義雄は、ゴルフが上手くハンディキャップ8で、休日はゴルフ場と決まっていたが、休日のスタート予約もままならなかった。2年後、独り言が現実になり動き出した、ゴルフ場の建設用地は大阪府との府境の田辺町（現・京田辺市）の比較的フラットな土地だった。
1960年（昭和35年）3月11日、コース設計は、日本アマチュアゴルフ選手権競技4回優勝、「廣野ゴルフ倶楽部」（1932年（昭和7年）開場、設計・C・H・アリソン）クラブチャンピオン12回、廣野ゴルフ倶楽部キャプテンの佐藤儀一に依頼し、コースの造成工事が着工された。同年9月1日、コースが完成し、仮オープンされた。同年11月6日、18ホール、6,648ヤード、パー72規模のゴルフ場が完成し、開場された。
「田辺カントリー倶楽部」は、ただひとりの財力で造られたゴルフ場である、戦後では唯一、日本ゴルフ史上においても、神戸市垂水の日本綿花株式会社（現・双日株式会社）・南郷三郎が造った「舞子カントリー倶楽部」（現・垂水ゴルフ倶楽部、1920年（大正9年）開場、設計・J・E・クレーン）以来であった。倶楽部運営も特別で、経営母体は任意団体である高石個人が経営責任者であり、会員権譲渡は不可のプライベートクラブである。

## 所在地
〒610-0341 京都府京田辺市薪小字平田谷73-1

## コース情報
- 開場日 - 1960年11月6日
- 設計者 - 佐藤 儀一
- コースタイプ - 丘陵コース
- コース - 18ホールズ、パー72、6,880ヤード、コースレート73.2
- フェアウェー - コウライ
- ラフ - ノシバ
- グリーン - 2グリーン、ベント
- 練習場 - 20打席247ヤード
- 休場日 - 毎週月曜日、12月31日、1月1日[2]

## ギャラリー
- コース - 「田辺カントリー倶楽部」、コース概要、2021年4月27日閲覧
- ハウス - 「田辺カントリー倶楽部」、倶楽部施設、2021年4月27日閲覧

## 交通アクセス
鉄道
- 近鉄京都線 - 新田辺駅より倶楽部バス
- 学研都市線（JR西日本） - 大住駅より倶楽部バス

道路
- 第二京阪道路 - 枚方学研ICより 6Km
- 第二京阪道路 - 八幡東ICより 7Km
- 京奈和道 - 田辺北ICより 2.2km

## エピソード
- 初代理事長の高石義雄は、プレー中であっても雑草を見つけると、同伴プレーヤーにも草むしりをさせたという、それほどコース熱愛ぶりは凄かった[4]。
- 3代目理事長の誠二婦人・勝子は、クラブハウス内のアレンジメントを自ら買って出て、テーブルにはほうじ茶と玄米茶を並べ、夏には冷たいタオルを自ら配ったという[4]。

## 関連文献
- 『ゴルフ場ガイド 西版』、2006-2007、「田辺カントリー倶楽部」、東京 ゴルフダイジェスト社、2006年5月、2021年4月27日閲覧
- 『美しい日本のゴルフコース BEAUTIFUL GOLF CULTURE IN JAPAN 日本のゴルフ110年記念 ゴルフは日本の新しい伝統文化である』、ゴルフダイジェスト社「美しい日本のゴルフコース」編纂委員会編、「仲間だけでいつでもプレーできるコースとして個人の財力で誕生した」、東京 ゴルフダイジェスト社、2013年12月、2021年4月27日閲覧